# Rosans
Rosans is een gemeente in het Franse departement Hautes-Alpes in de regio Provence-Alpes-Côte d'Azur. De plaats maakt deel uit van het arrondissement Gap.

## Geschiedenis
Rosans was tot 22 maart 2015 de hoofdplaats van het gelijknamige kanton, toen dit werd opgeheven en de gemeenten werden opgenomen in het kanton Serres. 

## Geografie
De oppervlakte van Rosans bedraagt 29,8 km², de bevolkingsdichtheid is 16,5 inwoners per km².
De onderstaande kaart toont de ligging van Rosans met de belangrijkste infrastructuur en aangrenzende gemeenten.

## Demografie
Onderstaande figuur toont het verloop van het inwonertal (bron: INSEE-tellingen).
Vanwege een beveiligingsprobleem met de MediaWiki Graph-software is het momenteel niet mogelijk deze grafiek weer te geven. Zodra de software is bijgewerkt zal de grafiek vanzelf weer zichtbaar worden.